# 제110항공여단
제110항공여단(110th Aviation Brigade)은 미국 육군 항공분과의 앨라배마주 포트 노보셀에 있는 항공 CoE 산하 교육훈련여단 중의 하나이다.

## 역사
부대는 공중 강습 교리에 대한 연구를 위해 조지아주의 포트 베닝에서 임시로 편성된 제11공수사단에 항공 지원을 하는 제10항공수송여단으로서 창설되었다. 교리 연구를 마치고 사단은 1965년 6월 30일에 해산하였을 때, 여단은 다음날 7월 1일에 제10항공단으로 재편성되어 베트남 전쟁에 배치되는 육군 항공부대에 대한 훈련을 맡았다. 1970년 5월 15일에 해산하였다.
1991년 10월 15일에 노스캐롤라이나주의 포트 브래그에서 재소집된 제10항공단은 이듬해 1992년 9월 16일에 229로 서수가 바뀌었다. 2004년 9월 15일에 두번째 해산을 맞이하였다.
2005년 3월 1일에 훈련교리사령부의 교육훈련부대인 제110항공여단으로 재소집되었다.

## 부대
- 제11항공연대, 1대대
- 제14항공연대, 1대대 (AH-64D/E) - 핸치 육군 헬기장
- 제212항공연대, 1대대 (UH-60A/L/M, OH-53C) - 로우 육군 헬기장/셸 육군 헬기장
- 제223항공연대, 1대대 (CH-47D/F, Mi-17) - 케언스 육군 비행장/녹스 육군 헬기장

## 계보
- 1965년 6월 30일,  as Headquarters and Headquarters Company, 10th Aviation Group
정규군에 배정됨.
→제10항공단, 본부 및 본부중대
- 1992년 9월 16일, Headquarters and Headquarters Company, 229th Aviation Group
→제229항공단, 본부 및 본부중대
- 2005년 3월 1일, Headquarters and Headquarters Company, 110th Aviation Brigade
→제110항공여단, 본부 및 본부중대

## 참고
- “Aviationd Digest” (PDF) (영어) (July - September 2014): 51. 2014년 12월 5일에 원본 문서 (PDF)에서 보존된 문서. 2020년 10월 24일에 확인함.
- “110th Aviation Brigade (Training)”. 《globalsecurity.org》. 2020년 10월 24일에 확인함.